# Antonio Mosconi
Antonio Mosconi (Vicenza, 9 settembre 1866 – Roma, 13 luglio 1955) è stato un politico italiano.
Senatore del Regno d'Italia dal 1920 e Ministro delle finanze dal 1928 al 1932, è ricordato per le leggi contro l'evasione fiscale, per la disciplina della finanza degli enti locali e la riduzione degli organici dell'amministrazione statale.

## Biografia
Nato a Vicenza da Giuseppe Mosconi e Angela Apolloni, il padre fu una figura di riferimento del Risorgimento berico. A soli 22 anni si laureò in giurisprudenza all'Università di Padova. Lavorò nella prefettura di Vicenza fino al 1899, anno in cui divenne - a soli 33 anni - segretario del Ministero dell'Interno, trasferendosi a Roma. Nel 1911 divenne prefetto. Nel 1919 fu incaricato dell'amministrazione delle terre della Venezia Giulia, annesse all'Italia al termine della prima guerra mondiale.
Nel 1920, su proposta di Giovanni Giolitti, fu nominato senatore del Regno d'Italia e nel 1928 diventò Ministro delle finanze con Mussolini. A seguito di contrasti con lo stesso Mussolini, uscì dal governo nel 1932 e venne nominato presidente della Banca Nazionale dell'Agricoltura, carica che mantenne fino al 1934. Nel 1936 fu presidente della Società Tranvie Vicentine e dal 1939 al 1944 fu presidente della commissione centrale delle imposte.
Fu componente del Consiglio di Stato, fino a divenirne presidente di sezione il 25 novembre 1929; fu collocato a riposo il 1º febbraio 1934 con la carica onoraria di presidente del Consiglio di Stato.
Fu rettore dell'Accademia Olimpica di Vicenza dal 1936 al 1944. Il suo carteggio con il senatore Fedele Lampertico, l'autobiografia "La mia linea politica", in cui racconta l'esperienza di ministro e altre opere sono custodite presso la Biblioteca civica Bertoliana di Vicenza.